# Sidonie
Sidonie és un grup català que sorgí a Barcelona a finals dels noranta. Els seus components són Marc Ros (cantant i guitarrista, entre altres instruments com el baix), Jesús Senra (segones veus, baix, sitar, guitarres elèctriques i acústica) i Axel Pi (bateria). En tots els seus treballs es nota una clara influència de George Harrison, Bowie, Pink Floyd, Syd Barrett, Primal Scream, The Beatles, Beach Boys o Beck Hansen.

## Biografia

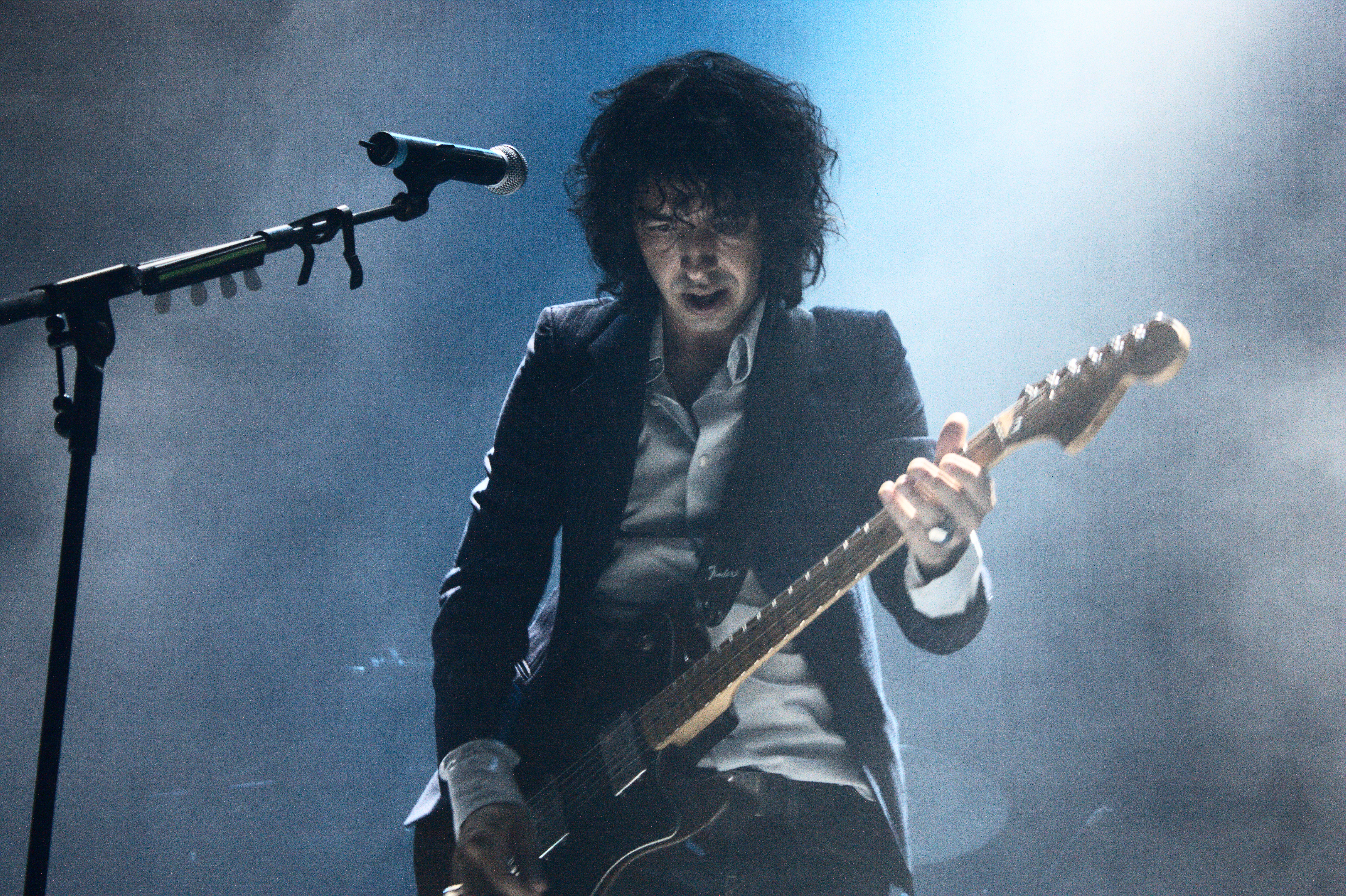
Marc Ros el 2010.

Es van donar a conèixer gràcies a un concurs de joves talents de l'Hospitalet on firmaren un contracte amb una petita discogràfica independent catalana anomenada Bip Bip Records. Durant l'estada en aquesta companyia discogràfica firmaren diversos treballs com les maquetes: Dragonfly i Roja, però la que els portà a l'èxit fou l'homònima Sidonie, d'on van treure diverses cançons com a sintonia publicitària (Sidonie Goes To Moog, per als anuncis de la cadena FNAC o Feelin' Down'01 per un anunci de l'Estat Espanyol. Aquest últim fou polèmic, ja que el grup Sidonie envià un comunicat referint-se que ells no estaven d'acord amb el que posava el Govern en aquell anunci i que ningú els havia informat que la seva cançó seria publicada amb tal finalitat.
Obtenint un gran èxit amb el disc debut Sidonie, els contractà una gran companyia (Sony Records) que, abans de sortir a la llum el seu últim treball, llançaren un disc de singles i cares B anomenat La Estación de la Libélula.
Amb Sony Records han publicat diversos discos. Shell Kids, un disc que seguia els passos del seu debut però que no tingué tanta acceptació, Fascinado, treball on totes les cançons estan escrites en castellà, i Costa Azul, també en castellà. El 18 d'agost del 2009 llançarien el seu cinquè àlbum anomenat El incendio.
Després dels seus dos primers discs (tots dos en anglès), les cançons han estat escrites en castellà. Al seu àlbum El regreso de Abba, el 2020 van llançar la seva primera cançó en català «Portlligat« com a senzill.
Han fet col·laboracions amb altres grups, com els madrilenys Pereza o els catalans Sopa de Cabra i Love of Lesbian. El 2005 col·laboraren en un disc de nadales amb Marc Parrot.

## Discografia

### Àlbums d'estudi
- Sidonie (2001)
- Shell Kids (2003)
- Fascinado (2005)
- Costa Azul (2007)
- El incendio (2009)
- El fluido García (2011)
- Sierra y Canadá (2014)
- El peor grupo del mundo (2016)
- El regreso de Abba (2020)

### Àlbums de curta duració (EPs)
- Dragonfly (2001)
- Let It Shine (2003)
- The Vicious Ep - Sidonie vs. Sideral (2003)

### Àlbums recopilatoris
- Let It Flow (2002)
- La estación de la libélula (The Bip Bip years) (2004, doble CD)
- Nada es real pero es mejor. Canciones 2005-2011 (2011, només a iTunes)
- Lo más maravilloso (2018)

### Box sets
- 20 años (2018, capsa amb 9 CDs)

### DVD
- Fascinado (2005)